# Taifu (köpinghuvudort i Kina, Hunan Sheng, lat 29,29, long 111,59)
Taifu är en köpinghuvudort i Kina. Den ligger i provinsen Hunan, i den södra delen av landet, omkring 180 kilometer nordväst om provinshuvudstaden Changsha. Antalet invånare är 13 069. Befolkningen består av 6 399 kvinnor och 6 670 män. Barn under 15 år utgör 13,0 %, vuxna 15-64 år 74 %, och äldre över 65 år 12,0 %.
Runt Taifu är det tätbefolkat, med 511 invånare per kvadratkilometer. Närmaste större samhälle är Mengquan, 17,6 km nordväst om Taifu. I omgivningarna runt Taifu växer huvudsakligen savannskog.
Genomsnittlig årsnederbörd är 1 706 millimeter. Den regnigaste månaden är maj, med i genomsnitt 303 mm nederbörd, och den torraste är december, med 32 mm nederbörd.